# ÖBB-EuroCity

Das EuroCity-Logo

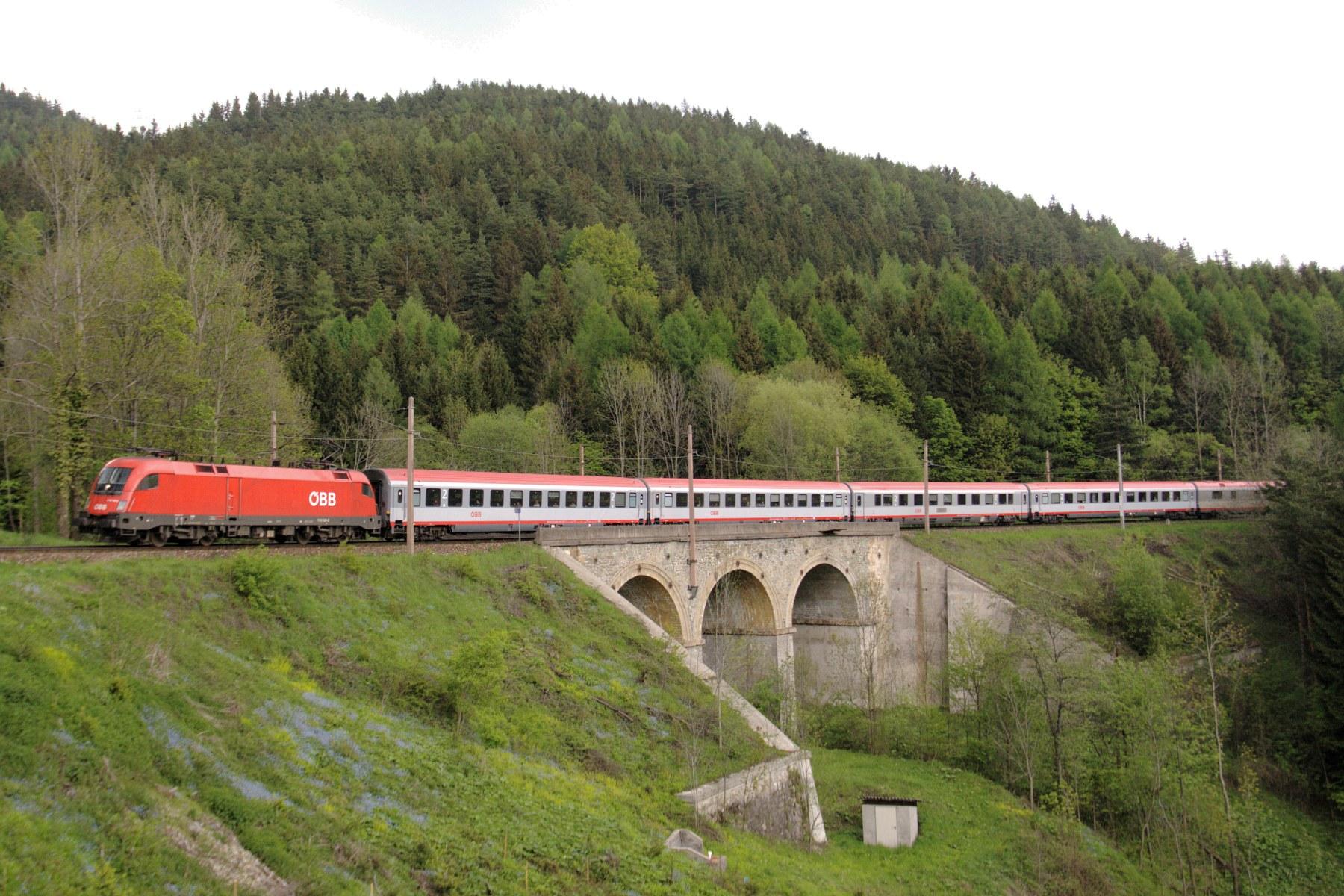
Ein ÖBB-EuroCity auf der Semmeringbahn

ÖBB-EuroCity (kurz O-EC; in Fahrplanmedien auch ÖBB-EC oder OEC) war eine Zuggattung des nationalen und internationalen Fernverkehrs der Österreichischen Bundesbahnen. Sie existierte von 2001 bis 2011 und war bis zur Einführung des railjet neben dem Intercity-Express das hochwertigste Angebot der ÖBB. Nach der Einstellung der Zuggattung wurden einige Züge von railjet abgelöst, konventionelle internationale Züge wurden zu EuroCity ohne Zusatz, die verbleibenden Inlandzüge zu ÖBB-InterCity.

## Ausstattung
ÖBB-EuroCity-Züge bestanden aus modernisiertem Wagenmaterial mit neuer Lackierung (Seitenwände hellgrau NCS 2502 B, Fensterband grau NCS 4502 B, Schürzen/Stirnseiten/Drehgestelle dunkelgrau NCS 6502 B, Dach und Zierstreifen in Fußbodenhöhe verkehrsrot RAL 3020), welche die vormalige Lackierung nach Komfortstufe 1 verkehrsrot-umbragrau ersetzte. Für die Aufarbeitung wurden die Wagen der Bauart UIC-Z und Modularwagen herangezogen, welche von 1977 bis 1994 beschafft wurden. Dabei wurden die Sitzbezüge erneuert (1. Klasse: schwarzes Leder, 2. Klasse: dunkelblaues Velours), Steckdosen in der Nähe aller Sitzplätze installiert, neue Tische in den Abteilen eingebaut und in den meisten Wagen geschlossene WC-Systeme installiert.
Alle ÖBB-EC-Züge erfüllten die EuroCity-Kriterien, die meisten ÖBB-EC waren jedoch reine Inlandzüge. Neben modernisiertem Wagenmaterial mussten die Züge auch eine Klimaanlage in allen Wagen, Erster-Klasse-Business-Wagen mit Business-Abteilen mit je vier Plätzen (rollendes Büro), Am-Platz-Service in der ersten Wagenklasse, einen Speisewagen sowie einen rollstuhlgerechten Wagen vorweisen. Darüber hinaus führte der ÖBB-EuroCity 162 „Transalpin“ in die Schweiz einen SBB Panoramawagen.

## ÖBB-EuroCity im Fahrplan 2010/2011
| Name und Zugnummer des ÖBB-EC                                           | Zuglauf                                                                                     | Verkehrstage                                                                | Fahrzeit                                    | Nachfolger ab Dez. 2011             |
| ----------------------------------------------------------------------- | ------------------------------------------------------------------------------------------- | --------------------------------------------------------------------------- | ------------------------------------------- | ----------------------------------- |
| ÖBB-EC 78 „Gustav Klimt“ ÖBB-EC 79 „Gustav Klimt“                       | Graz Hbf–Praha hl. n. –Wien Meidling                                                        | täglich                                                                     | 7 Stunden 40 Minute 4 Stunden 43 Minuten    | EC 78/79                            |
| ÖBB-EC 110 ÖBB-EC 111                                                   | Klagenfurt-München Hbf -Klagenfurt                                                          | täglich                                                                     | 5 Stunden 4 Minuten 4 Stunden 50 Minuten    | EC 110/111                          |
| ÖBB-EC 112 ÖBB-EC 113                                                   | Klagenfurt–Siegen –Klagenfurt                                                               | täglich                                                                     | 11 Stunden 26 Minuten 10 Stunden 59 Minuten | EC 112/113                          |
| ÖBB-EC 150 „Emona“ ÖBB-EC 151 „Emona“                                   | Ljubljana–Wien Meidling -Ljubljana                                                          | täglich                                                                     | 5 Stunden 59 Minuten 6 Stunden 4 Minuten    | EC 150/151                          |
| ÖBB-EC 165 „Park Inn by Radisson“ ÖBB-EC 166                            | Zürich HB–Wien Westbf –Zürich HB                                                            | täglich bis 9. April täglich bis 8. April                                   | 8 Stunden 4 Minuten 8 Stunden 6 Minuten     | RJ 165/166                          |
| ÖBB-EC 172 „Vindobona“ ÖBB-EC 173 „Vindobona“                           | Villach Hbf–Hamburg-Altona –Villach Hbf                                                     | täglich                                                                     | 16 Stunden 22 Minuten 16 Stunden 23 Minuten | EC 172/173                          |
| ÖBB-EC 251 ÖBB-EC 252 „Albertina“                                       | Graz Hbf–Maribor –Wien Meidling                                                             | täglich                                                                     | 1 Stunde 6 Minuten 3 Stunden 40 Minuten     | RJ 558 (nur Graz–Wien)              |
| ÖBB-EC 255 ÖBB-EC 256                                                   | Wien Meidling–Maribor –Wien Meidling                                                        | täglich                                                                     | 3 Stunden 36 Minuten 3 Stunden 30 Minuten   | ÖBB-IC 557/658 (nur Wien–Graz–Wien) |
| ÖBB-EC 530 ÖBB-EC 531 „Stadttheater Klagenfurt“                         | Lienz–Wien Matzleinsdorf (Autoreisezuganlage) Wien Matzleinsdorf (Autoreisezuganlage)–Lienz | täglich                                                                     | 5 Stunden 46 Minuten 5 Stunden 48 Minuten   | ÖBB-IC 530/531                      |
| ÖBB-EC 533 „Lakeside Park“                                              | Wien Meidling–Villach Hbf                                                                   | täglich                                                                     | 4 Stunden 47 Minuten                        | ÖBB-IC 533                          |
| ÖBB-EC 590                                                              | Salzburg Hbf–Klagenfurt                                                                     | täglich                                                                     | 3 Stunden                                   | ÖBB-IC 590                          |
| ÖBB-EC 593 „Felsentherme Bad Gastein“                                   | Klagenfurt–Salzburg Hbf                                                                     | täglich                                                                     | 3 Stunden 2 Minuten                         | ÖBB-IC 593                          |
| ÖBB-EC 630 „easybank“                                                   | Villach–Wien Meidling                                                                       | täglich                                                                     | 4 Stunden 14 Minuten                        | ÖBB-IC 632                          |
| ÖBB-EC 653                                                              | Wien Meidling–Graz Hbf                                                                      | täglich                                                                     | 2 Stunden 31 Minuten                        | ÖBB-IC 653                          |
| ÖBB-EC 662 „Urlaub am Bauernhof“ ÖBB-EC 663                             | Wien Westbf–Bregenz –Wien Westbf                                                            | täglich bis 10. April täglich                                               | 7 Stunden 6 Minuten 6 Stunden 57 Minuten    | RJ 662/663                          |
| ÖBB-EC 730 ÖBB-EC 731 „KELAG Energie Express“                           | Villach–Wien Meidling -Villach                                                              | täglich                                                                     | 4 Stunden 12 Minuten 4 Stunden 15 Minuten   | ÖBB-IC 730/731                      |
| ÖBB-EC 750 „Belvedere“                                                  | Graz Hbf–Wien Meidling                                                                      | Werktage, außer Samstage                                                    | 2 Stunden 34 Minuten                        | ÖBB-IC 750                          |
| ÖBB-EC 753 „Oper Graz“                                                  | Wien Meidling–Graz Hbf                                                                      | täglich                                                                     | 2 Stunden 31 Minuten                        | ÖBB-IC 753                          |
| ÖBB-EC 757                                                              | Wien Meidling–Graz Hbf                                                                      | täglich                                                                     | 2 Stunden 31 Minuten                        | ÖBB-IC 757                          |
| ÖBB-EC 764                                                              | Wien Westbf–Innsbruck Hbf                                                                   | täglich                                                                     | 4 Stunden 46 Minuten                        | RJ 764                              |
| ÖBB-EC 860 „St. Anton am Arlberg“                                       | Wien Westbf–Bregenz                                                                         | täglich                                                                     | 8 Stunden 7 Minuten                         | ÖBB-IC 860                          |
| ÖBB-EC 861 „Die Österreichischen Rechtsanwälte“ ÖBB-EC 865 „Rote Nasen“ | Landeck-Zams–Wien Westbf Landeck-Zams–Wien Westbf                                           | Werktage, außer Samstage Samstage, an normalen Werktagen Innsbruck Hbf-Wien | 6 Stunden 13 Minuten 6 Stunden 8 Minuten    | ÖBB-IC 861/865                      |
| ÖBB-EC 868 „Fachhochschule Kufstein“                                    | Wien Westbf–Innsbruck Hbf                                                                   | täglich                                                                     | 5 Stunden 8 Minuten                         | ÖBB-IC 868                          |
| ÖBB-EC 961 „Kimberley Clark - Hakle“                                    | Bregenz–Wien Westbf                                                                         | täglich                                                                     | 8 Stunden 21 Minuten                        | ÖBB-IC 961                          |
| ÖBB-EC 15750 „Belvedere“                                                | Graz Hbf-Wien Meidling                                                                      | Samstage, Sonn- und Feiertage                                               | 2 Stunden 34 Minuten                        | ÖBB-IC 750                          |

Auf der Westbahn fuhren EuroCity bzw. ÖBB-EuroCity mit weniger Halten und kürzeren Fahrzeiten als InterCity bzw. ÖBB-InterCity. Die Fahrzeiten der ÖBB-EC-Züge auf der Südbahn entsprachen überwiegend den InterCity-Zügen. Eine Besonderheit auf der Südbahn waren Frühzüge von Villach und Graz nach Wien und ein Abendzug von Wien nach Villach. Diese beiden Züge wurden im gesamten Abschnitt beschleunigt, damit diese als ideale Tagesrandverbindungen genutzt werden konnten. Sie konnten daher als Nachfolge für die SuperCity-Züge (1991–1996) angesehen werden. Die Verbindungen in die Schweiz wurden auf Schweizer Seite als gewöhnlicher EuroCity bezeichnet.